# Сахненко, Михаил Сидорович
Михаи́л Си́дорович Сахне́нко (13 марта 1919, Курганная, Кубанская область — 12 января 1970, Минск) — полковник Советской Армии, участник Великой Отечественной войны, Герой Советского Союза (1944).

## Биография

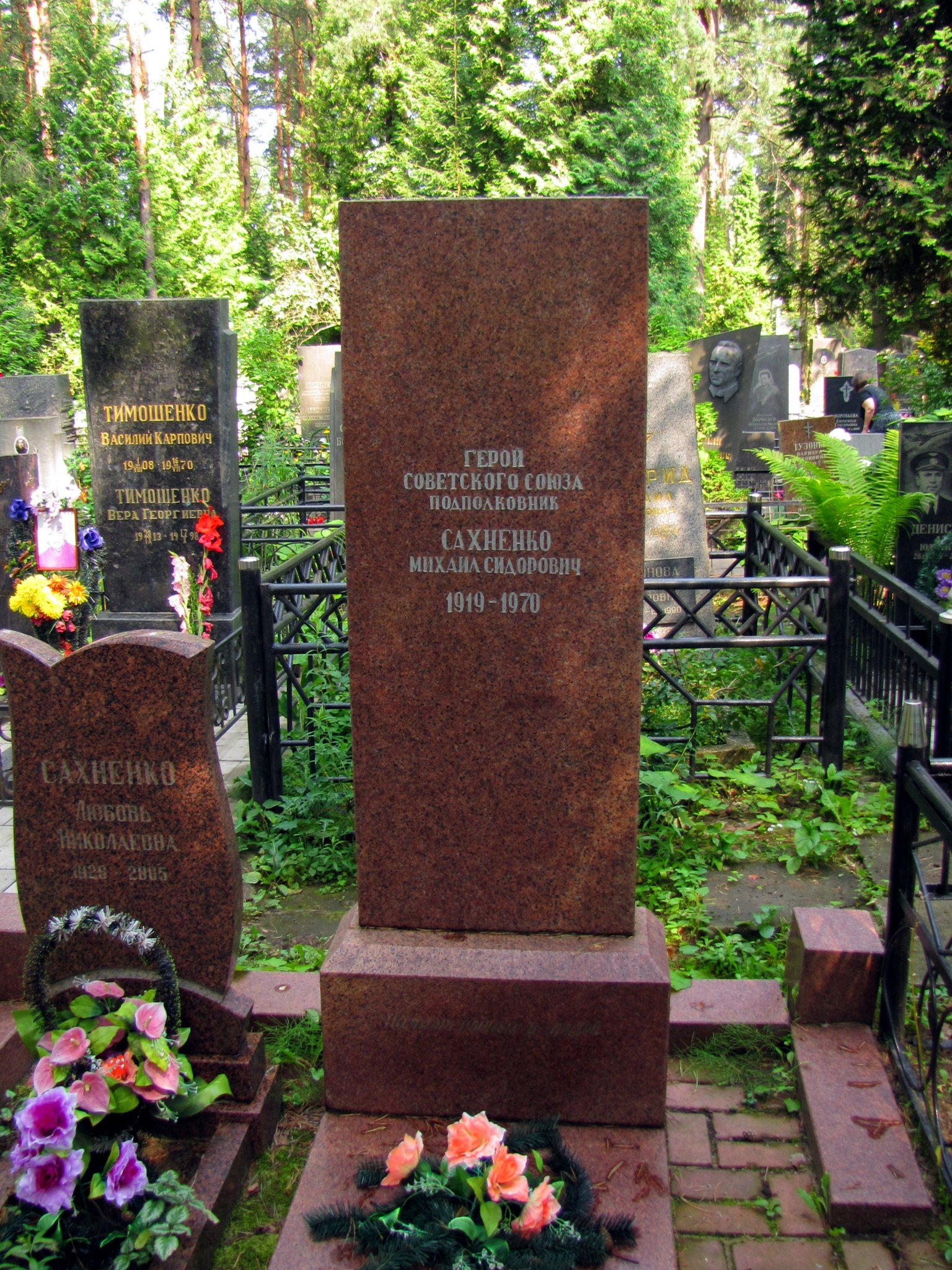
Могила Сахненко на Восточном кладбище Минска.

Михаил Сахненко родился 13 марта 1919 года в станице Курганная (ныне — город Курганинск в Краснодарском крае). В годы Советской власти его семья была объявлена кулаками. В 1930 году отец Сахненко был сослан в Казахскую ССР. С 11-летнего возраста работал по осушению болот в Колхидской низменности. Позднее учился в Батумском железнодорожном техникуме. В ноябре 1939 года Сахненко был призван на службу в Рабоче-крестьянскую Красную Армию. С начала Великой Отечественной войны — на её фронтах. В боях два раза был контужен.
К весне 1944 года гвардии старший сержант Михаил Сахненко командовал взводом 266-го гвардейского стрелкового полка (88-й гвардейской стрелковой дивизии, 28-го гвардейского стрелкового корпуса, 8-й гвардейской армии, 3-го Украинского фронта). Отличился во время освобождения Днепропетровской области Украинской ССР. Во время боя за безымянную высоту Сахненко поднял в атаку свой батальон, что способствовало успешности боевых действий. В том бою он два раза был ранен, но вскоре вернулся в свою часть. 6 марта 1944 года взвод Сахненко переправился через реку Ингулец в районе посёлка Зелёное и захватил плацдарм на его западном берегу, а также батарею миномётов, 2000 мин, 5 пулемётов, взял в плен 75 немецких солдат и офицеров. Противник предпринял четыре контратаки, но все они были успешно отражены, были освобождены несколько населённый пунктов.
Указом Президиума Верховного Совета СССР от 3 июня 1944 года за «образцовое выполнение боевых заданий командования на фронте борьбы с немецкими захватчиками и проявленные при этом мужество и героизм» гвардии старший сержант Михаил Сахненко был удостоен высокого звания Героя Советского Союза с вручением ордена Ленина и медали «Золотая Звезда» за номером 3445.
После окончания войны Сахненко продолжил службу в Советской Армии. В 1949 и 1955 годах оканчивал курсы усовершенствования офицерского состава. В 1963 году в звании полковника Сахненко был уволен в запас. Проживал и работал в Минске. Скончался 12 января 1970 года, похоронен на Восточном кладбище Минска.

## Награды
- медаль «За боевые заслуги» (10.11.1943)
- орден Славы 3-й степени (22.01.1944)
- орден Отечественной войны 1-й степени (08.03.1944)
- Герой Советского Союза (орден Ленина и медаль «Золотая Звезда») (03.06.1944)
- медаль «За победу над Германией в Великой Отечественной войне 1941—1945 гг.» (09.05.1945)
- медаль «За взятие Берлина» (09.06.1945)
- орден Красной Звезды (26.10.1955)

Был также награждён американской медалью «Серебряная звезда».

## Память
В честь Сахненко названа улица в Курганинске.